# Emcor
Emcor Group (NYSE: EME) er en amerikansk bygge-, industri-, energi- og servicevirksomhed, der er baseret i Norwalk, Connecticut. Den består af 80 datterselskaber på 180 lokationer med ca. 35.000 ansatte.
Selskabet blev etableret i 1994 med baggrund i det tidligere JWP, Inc.